# Albert Snouck Hurgronje
Albert Willem Snouck Hurgronje (ur. 30 maja 1903 w Prajekanie, zm. 28 czerwca 1967 w Hadze) – piłkarz holenderski grający na pozycji pomocnika. W swojej karierze rozegrał 6 meczów i strzelił 1 gola w reprezentacji Holandii.

## Kariera klubowa
W swojej karierze piłkarskiej Snouck Hurgronje grał w klubie HVV Den Haag.

## Kariera reprezentacyjna
W reprezentacji Holandii Snouck Hurgronje zadebiutował 27 kwietnia 1924 roku w zremisowanym 1:1 meczu Coupe Van den Abeele z Belgią, rozegranym w Antwerpii. W tym samym roku był w kadrze Holandii na igrzyska olimpijskie w Paryżu. Od 1924 do 1925 roku rozegrał w kadrze narodowej 6 meczów i zdobył 1 bramkę.